# Delphine Gbogboua
Delphine Gbogboua est une joueuse de handball de Côte d'Ivoire. 

## Carrière
En sélection, elle fait partie de l'équipe de Côte d'Ivoire participant aux Jeux africains de 2007 à Alger.

## Palmarès
- Médaille de bronze aux Jeux africains de 2007

- Médaille d'argent au Championnat d'Afrique de handball féminin 2008